# Raymondia setiloba
Raymondia setiloba är en tvåvingeart som beskrevs av Jobling 1954. Raymondia setiloba ingår i släktet Raymondia och familjen lusflugor.
Artens utbredningsområde är Kongo. Inga underarter finns listade i Catalogue of Life.